# はちぶんぎ座アルファ星
はちぶんぎ座α星（はちぶんぎざアルファせい、α Octantis、α Oct）は、はちぶんぎ座の方角におよそ145光年の距離にある恒星である。

## 特徴
はちぶんぎ座α星は、バイエル符号で「α」を与えられてはいるが、見かけの等級は5.13であり、はちぶんぎ座で最も見かけの等級が明るいはちぶんぎ座ν星よりかなり暗い。αのバイエル符号を持つ恒星としては、88星座の中で最も暗い恒星である。
はちぶんぎ座α星は、スペクトルで吸収線が二重にみえ、しかもその視線速度が時間と共に周期的に変化することから、分光連星であることがわかっている。連星を構成する2つの恒星は、いずれも巨星で、共にF型とみられる。連星の公転周期は約9日、離心率は0.39と推定される。また、はちぶんぎ座α星は、ヒッパルコス衛星による観測で求めた光度曲線から、食連星であると考えられ、変光星総合カタログにはこと座β型の分類で記載されている。但し、変光周期は約2.877日で、公転周期とは食い違う。軌道傾斜角が、食を起こせるような角度をとらない、とする説もあり、変光は恒星の自転と関係したものである可能性がある。自転速度は57km/sなどとされており、この速度だと自転周期は変光周期と同水準になる。自転速度は、このスペクトル型の恒星としては速く、はちぶんぎ座α星の活動性を高める原因になっているとみられる。一方、はちぶんぎ座α星はX線で明るいことも知られており、X線が放射される原因として、この活動性の高さが考えられる。
はちぶんぎ座α星では、赤外超過も検出されており、連星を取り巻く半径10au程度の残骸円盤が存在するものと考えられる。